# عبدالرشید خان
عبدالرشید خان (انگلیسی: Abdul Rashid Khan؛ ۱۹ اوت ۱۹۰۸ – ۱۸ فوریه ۲۰۱۶) یک موسیقی‌دان و آهنگساز اهل هند بود.